# Podandrogyne mathewsii
Podandrogyne mathewsii là một loài thực vật có hoa trong họ Màng màng. Loài này được (Briq.) Cochrane miêu tả khoa học đầu tiên năm 1997.